# Întâlnirea inimilor
Întâlnirea Inimilor (Dill Mill Gayye) este un serial indian difuzat pe canalul STAR One în India și pe Prima TV în România care a început pe 20 august 2007 și s-a încheiat pe 29 octombrie 2010. 
Acțiunea se petrece la spitalul Sanjeevani, al cărui șef este doctorul Shashank Gupta. Acesta are 2 fiice: Anjali (Sunaina Gulia) - fiica sa biologică și Riddhima (Shilpa Anand) - fiica adoptivă. Cele 2 au devenit doctori. În prima zi de rezidențiat îi cunosc pe Atul Joshi (Pankit Thakker), Sapna Shah (Muskaan Mehani) și pe Armaan Mallik (Karan Singh Grover), colegii lor. Lui Anjali îi place de Armaan. Riddhima în schimb nu îl suporta, și nici Armaan pe ea. Cei 2 au o mulțime de probleme și divergente, dar într-un final se îndrăgostesc.
Actrița care o interpretează pe Riddhima (Shilpa Anand) va părăsi serialul, iar în locul ei va intra Sukirti Kandpal.
În serial își mai fac apariția câteva personaje noi: Muskaan Chadda (Drashti Dhami), Rahul Garewal (Mayank Anand), Nikita Malhotra-Nikki (Shweta Gulati). Cei trei intră în serial tot în roluri de rezidenți, după ce dr. Sapna se căsătorește. Mai târziu, spitalul se confruntă cu o criză financiară. Atunci apare dr.Abhimanyu Moody-Abhi (Amit Tandon). Pe atunci Armaan și Riddhima aveau o relație pe ascuns. Nikki era prietena din liceu a lui Armaan, și era îndrăgostită în secret de el. Abhi se îndrăgostise și el de Riddhima. După un timp se află de relația Riddhimei cu Armaan. Nimeni nu a fost de acord cu relația celor 2, în afară de Nikki și Rahul care știau deja. Rahul și Muskaan s-au îndrăgostit, Atul s-a îndrăgostit de Anjali, însă aceasta nu îi împărțea sentimentele, tot la fel s-au îndrăgostit Abhi și Nikki. Până la urmă relația dintre Riddhima și Armaan a fost acceptată, iar 5-4 episoade mai târziu, a fost schimbată din nou actriță principală. În locul lui Sukirti Kandpal, a intrat Jennifer Winget. Cei 2 au avut o mulțime de certuri și momente frumoase. Într-o zi Armaan și-a pierdut memoria. Până la urmă, Riddhima i-a spus totul despre viața lui. În ziua logodnei, cei 2 se aflau la spital. Fiica unui mare om de afaceri își tăiase venele, deoarece era însărcinată cu un băiat, iar tatăl ei nu le acceptă relația. Armaan și Riddhima au încercat să îi ajute. Armaan era cât pe ce să fie împușcat. Riddhima fugi spre el. Atunci glonțul o nimeri în spate. Aceasta duse mâna dreaptă în spate. Când o luă o avea plină de sânge. Aceasta era cât pe ce să cadă, iar Armaan o prinse și căzu cu capul de o masă de sticlă. Așa a luat sfârșit primul sezon.
Al 2 lea sezon începe cu noi rezidenți: Naina Mehta (Neha Julka), Yuvraj Oberoi (Sehban Azim), Siddhant Moody (vărul lui Abhi) (Karan Wahi), Jitendra Prasad (JP) (Prasad Barve). Naina și Yuvraj se îndrăgostesc. Riddhima și Armaan s-au despărțit deoarece Armaan era bolnav, cât pe ce să fie nebun, iar Riddhima putea rămâne paraplegică. Riddhima credea că Armaan a părăsit-o, nu știa că acesta făcuse asta pentru a nu-și petrece viața alături de un nebun. Sid se îndrăgostește de Riddhima. Cei 2 se căsătoresc. Mai târziu apare Armaan. Acesta este șocat când află că Riddhima s-a căsătorit. În final acceptă relația celor 2. Mai târziu apare un nou personaj Shilpa Malhotra (Shilpa Anand), care este sora vitregă a Riddhimei. Ea se îndrăgostește de Armaan. Află de trecutul lui cu Riddima. În final Riddhima și Armaan rămân împreună, deoarece Sid își dă seama că cei 2 încă se mai iubesc.

## Premii
- 2008 - Best Promising Star - Karan Singh Grover - Kalakar Awards[1]
- 2008 - Best Jodi - Karan Singh Grover and Shilpa Anand -  New Talent Awards
- 2009 - Best Singer - Sonu Nigam - Indian Television Academy Awards[2]
- 2010 - Best Youth Show - Indian Telly Awards[3]